# مگان یونگ
مگان یونگ (انگلیسی: Megan Young؛ زادهٔ ۲۷ فوریهٔ ۱۹۹۰) یک مانکن، هنرپیشه و ملکه زیبایی اهل فیلیپین است. او در سال ۲۰۱۳ برنده دوشیزه دنیا شد که در کشور اندونزی برگزار شده بود و همین‌طور مگان اولین نفری بود که از کشور فیلیپین برنده این رقابت شد.